# Ninnillo et Nennella

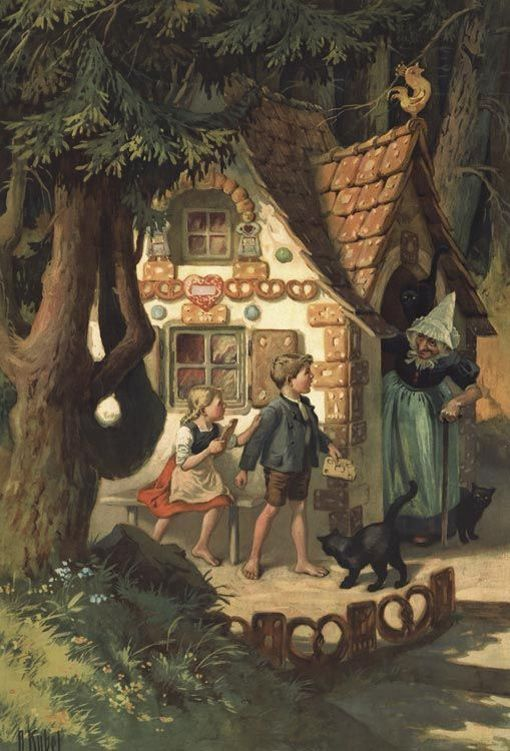
Hansel e Gretel

Ninnillo e Nennella (titolo originale in napoletano Ninnillo et Nennella) è una fiaba italiana di Giambattista Basile, pubblicata nella sua raccolta Lo cunto de li cunti.

## Trama
Ninnillo e Nennella sono figli di Iannuccio, il quale, rimasto vedovo della madre dei bambini, si sposa con Pasciozza. Quest'ultima odia i due figliastri, e ordina a Iannuccio di abbandonarli nella foresta; l'uomo esegue a malincuore, ma in segreto traccia il cammino con della cenere: in questo modo i due riescono a tornare a casa. Il giorno dopo Pasciozza, ancora intenzionata a disfarsi di Ninnillo e Nennella, ordina di nuovo al marito di abbandonarli nella foresta; non avendo più cenere, Iannuccio traccia il cammino con della crusca: questa viene mangiata da un asino, e i due bambini, non riuscendo a trovare la strada di casa, si perdono nel bosco.
I due fratellini sopravvivono per un certo tempo mangiando della frutta secca, finché Ninnillo non viene trovato da un principe che passava per caso nel bosco; questi prende con sé il ragazzino, mentre Nennella, impaurita dai suoi cani da caccia, scappa fino al mare e viene catturata da un corsaro, che lo affida a sua moglie. I due bambini vengono così istruiti e dimenticano pian piano la loro vita con Iannuccio e la matrigna.
Durante una tempesta, la nave dei corsari fa naufragio, e Nennella viene ingoiata tutta intera da un enorme pesce fatato: nel ventre del pesce la bambina trova giardini, campagne e una bellissima casetta dove vive da gran signora. Dopo un certo periodo, il pesce la porta a prendere il sole presso una spiaggia dove si trovano anche Ninnillo col principe; i due fratellini possono così ricongiungersi, ma nessuno dei due sa dire al principe chi li abbia abbandonati. Il principe porta quindi al suo castello anche Nennella, e fa diramare un bando per ritrovare i loro genitori. Iannuccio comprende che si tratti dei suoi figli perduti, così si reca al castello. Il principe lo rimprovera, ma compresa la sua storia gli permette di rivedere i figli; fa poi convocare Pasciozza: mostrandole Ninnillo e Nennella, le chiede come sarebbe opportuno punire chiunque facesse del male ai due. Ingenuamente, la donna risponde che lo metterebbe in una botte e lo farebbe rotolare giù da una montagna: il principe ordina che questa sia la sua condanna. Il principe trova poi una moglie a Ninnillo e un marito a Nennella, mentre Iannuccio viene perdonato e diventa ricco.